# Tour Pey-Berland

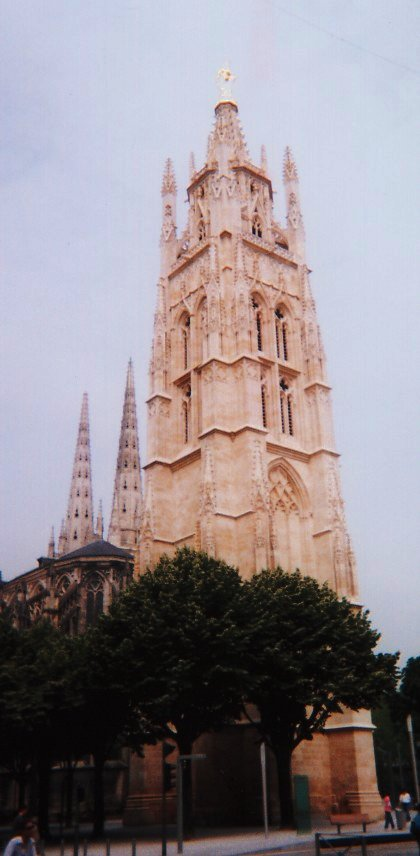
Der Turm Pey-Berland vor der Kathedrale Saint-André

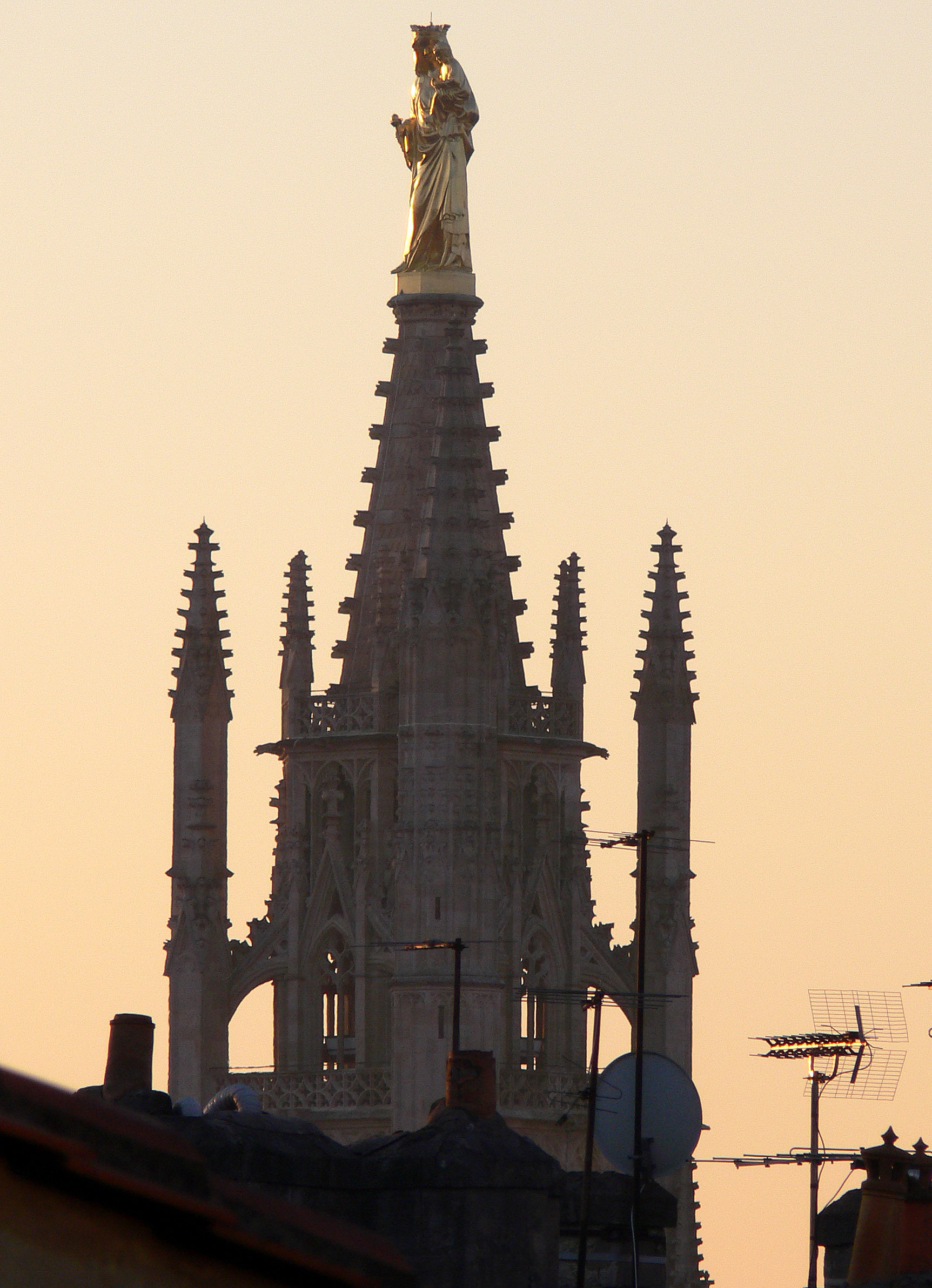
Notre-Dame d’Aquitaine

Die in Bordeaux stehende Tour Pey-Berland ist ein dem Chor der Kathedrale Saint-André auf südöstlicher Seite isoliert vorgelagerter Glockenturm, ähnlich einem italienischen Campanile. An seiner Spitze befindet sich der höchste Aussichtspunkt der Stadt.

## Geschichte
Der Turm ist nach dem Erzbischof Pey Berland benannt, der den Bau ab 1440 veranlasste. 1466 war er vollendet. Er wurde der auf sumpfigen Boden gebauten Kathedrale vorgelagert, um diese vor den Vibrationen durch die Glocken zu schützen. Beim Bau wurden die Fundamente einer Kapelle benutzt, von der im Erdgeschoss noch ein Fenster erhalten ist.
Aus Mangel an Glocken wurde der Turm umfunktioniert und in Wohnungen aufgeteilt. 1667 beschädigte ein Sturm den Turm. 1790 sollte er abgerissen werden, doch setzte sich die Öffentlichkeit für seinen Erhalt ein. Er wurde verkauft und in eine Bleifabrik umgewandelt.
Die Kirche kaufte den Turm 1851 unter Kardinal Donnet zurück, nachdem er bereits 1848 unter Denkmalschutz gestellt worden war. Nun wurden endlich auch drei kleine und eine große Glocke eingebaut. 1863 wurde der 50 Meter hohe Turm durch den Turmhelm mit der Marienstatue Notre-Dame d’Aquitaine (Aquitanien) auf 66 m erhöht. Die größte Glocke wiegt acht Tonnen, sie hängt seit 1869 im Turm und hat den Spitznamen „Ferdinand-André“. An Höhe wird der Turm in Bordeaux durch den ebenfalls alleinstehenden Turm von Saint-Michel (114 m) übertroffen.

## Architektur
Der Turm besteht aus vier Ebenen, am fensterlosen Sockel befindet sich kein Schmuckwerk. Den einzigen Zugang stellte die Tür des im nordwestlichen Strebepfeiler untergebrachten Treppenhauses dar. Die an der Nordseite gelegene große Öffnung mit Spitzbogen wurde erst im 19. Jahrhundert durchbrochen, damit die Glocken in den Turm gebracht werden konnten. Im Norden und Osten der zweiten Ebene befinden sich Blendarkaden mit spätgotischem Maßwerk. An den anderen beiden Seiten grenzten bis ins 19. Jahrhundert Wohnhäuser an den Turm. Auf der dritten Ebene zeigen die mit hölzernen Schalljalousien und im Flamboyantstil geschmückten Zwillingsfenster die Glockenkammer an. Die vierte Ebene bildet die mit zwei Galerien umfasste achteckige Turmspitze, auf der die Madonnenstatue den Turm nach oben abschließt. Hier befindet sich auch der höchste Aussichtspunkt von Bordeaux, der über 231 Stufen einer engen Wendeltreppe erklommen werden kann.

## Bauinschrift

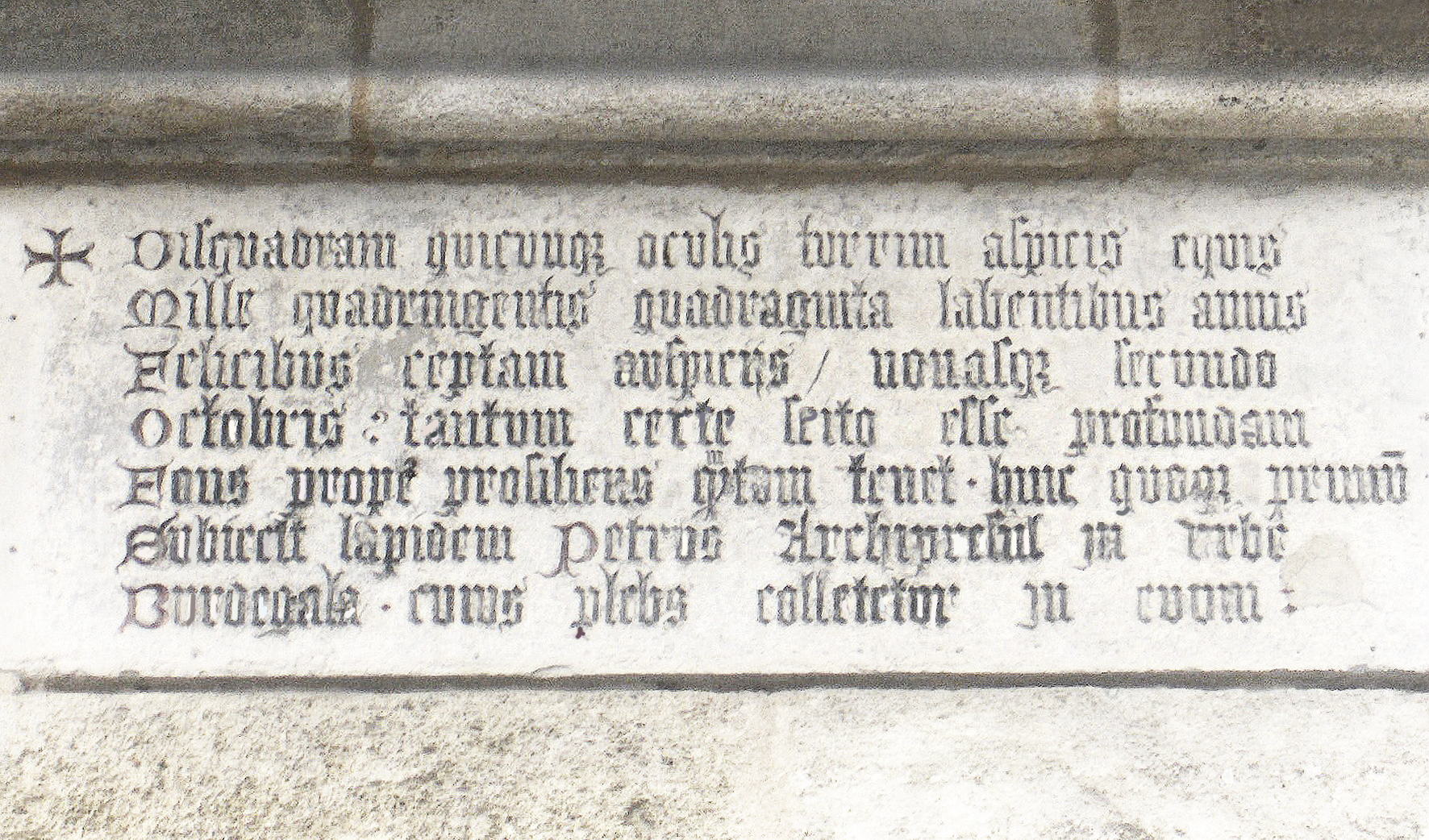
Bauinschrift an der Tour Pey-Berland

Auf der Nordseite nennt eine Inschrift den Tag der Grundsteinlegung – 6. Oktober 1440 – und den Bauherrn, den Erzbischof Pey (Peter) Berland. Hier der Text in heutigem Schullatein:

1 Disquadram quicumque oculis turrim aspicis aequis
2 Mille quadringentis quadraginta labentibus annis
3 Felicibus coeptam auspiciis nonasqua secundo
4 Octobris: tantum certe scito esse profundam
5 Fons prope prosiliens quantum tenet. huic quoque primum
6 Subiecit lapidem Petrus Archipraesul in urbe
7 Burdigala. cuius plebs collaetetur in aevum.

Auf dem Stein finden wir den Text in mittelalterlicher Form: Einige Wörter sind abgekürzt, für ae oder oe steht e (equis, ceptam, Archipresul, colletetur, evum). Seltsam und sonst nicht belegt ist das erste Wort disquadram „un-viereckig“. Damit ist offenbar ein Mangel genannt, der unregelmäßige Grundriss des Turms. Könnte man bisquadram lesen, hiesse das „zweimal viereckig“, also „achteckig“. Das D ist aber deutlich lesbar und der Turm keineswegs achteckig. Der Mangel, den man oculis aequis, mit gerechten Augen betrachten und übergehen sollte, ist durch die besondere Höhe des Bauwerks gerechtfertigt. Die Inschrift lautet also:

1 Wer immer du  mit gerechten Augen den un-viereckigen Turm anschaust,
2 der nach Ablauf von 1440 Jahren (seit Christi Geburt)
3 unter glücklichen Vorzeichen begonnen worden ist am Tag vor den Nonen des
4 Oktobers: wisse, dass er sicher so hoch ist,
5 wie der nahe sprudelnde Brunnen reicht (entfernt ist). Diesem (Turm) legte auch den ersten
6 Stein zu Grunde Petrus, Erzbischof der Stadt
7 Bordeaux. Und deren Bevölkerung soll voller Freuden sein auf ewig.